# Uprchlický tábor

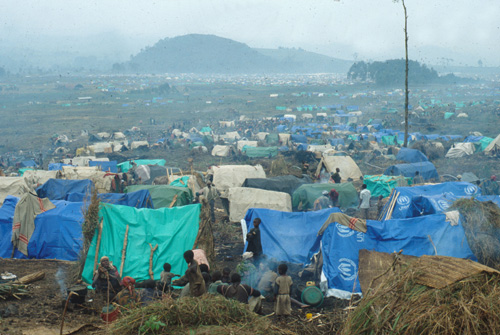
Uprchlický tábor pro lidi z Rwandy na východě Demokratické republiky Kongo

Uprchlický tábor je dočasně postavený tábor pro potřeby uprchlíků. V uprchlických táborech mohou žít statisíce až miliony lidí. Obvykle jsou postaveny a spravovány vládou, Spojenými národy nebo mezinárodními (např. Červený kříž) či nevládními organizacemi. V mnoha případech uprchlické tábory zajišťují jen zcela elementární hygienické podmínky, pročež v nich vzniká nebezpečí šíření infekčních nemocí.

## Důvody vzniku
Častým důvodem, kdy jsou lidé nuceni opustit své domovy a vyhledat přechodné ubytování, bývají přírodní katastrofy, kdy řada lidí musí být evakuována a přijdou o svůj domov. To jsou důvody krátkodobé. Příkladem může být vlna tsunami, která roku 2011 zasáhla Japonsko, což mělo za následek havárii v jaderné elektrárně Fukušima a museli být evakuováni obyvatelé z okruhu 30 km.
Dlouhodobější trvání a tím pádem i větší dopad však mají okolnosti válečných konfliktů. Příkladem z nedávné minulosti byla válka v bývalé Jugoslávii.
Území Evropy je v posledních letech z hlediska uprchlíků nejvíce zasaženo Občanskou válkou v Sýrii, která probíhá od roku 2011. Tento konflikt je zdrojem pravidelných uprchlických vln a vyvolal pohyb téměř 4 miliónů lidí. Nejhůře jsou uprchlickými proudy postiženy sousední státy jako je Turecko, Irák, Jordánsko nebo Libanon. V Turecku je zhruba 1 milión uprchlíků. Turecko poměrně rychle reagovalo na vzniklou krizi a je zde celkem 22 tureckou vládou oficiálně financovaných uprchlických táborů, ve kterých žije asi 220 tisíc lidí. Zbývajících 800 tisíc uprchlíků je rozptýleno v Turecku mimo uprchlické tábory. Jeden z největších uprchlických táborů se nachází v provincii Kilis v Turecku. Ubytováno v něm je cca 14 tisíc lidí a je sestaven z 2300 obytných kontejnerů.

## Konstrukční možnosti krizového ubytování
Uprchlické tábory jsou budovány nejjednodušším způsobem seskupením stanů. U těch však hrozí nebezpečí požárů, vzniklých buď neúmyslně při vaření, anebo úmyslně jako jeden ze způsobu zastrašování, které je průvodním jevem bezvládí a snižování životní úrovně, vedoucích k hledání různých příležitostí pro sebeobohacování na úkor ostatních.
Jako výhodným typem konstrukčního systému se ukázaly být obytné kontejnery, které jsou trvanlivější, rovněž mají výhodu v rychlosti jejich osazení a zároveň jde o stavby dočasné. Výhodou dočasných staveb je skutečnost, že jednodušším způsobem absolvují proces schválení výstavby, takže nedochází ke zdržování z důvodu povolování stavby, což je v krizové situaci důležitý faktor. Dočasnost je však v tomto případě relevantní. Nikdo nepředpokládá, že uprchlický tábor bude na daném místě existovat trvale, na druhou stranu není výjimkou, že uprchlíci jsou nuceni žít v táboře i řadu let.
Nově byl v Etiopii testován koncept hybridních ubytovacích prostor, které v sobě spojují výhody stanu a kontejneru. Jde o rámovou konstrukci, na jejíž stěny jsou použity lehké materiály. Taková ubytovací jednotka je postavená velmi rychle bez nutnosti těžké techniky. Mohou si ji dokonce složit samotní budoucí nájemníci, neboť se jedná o jednoduchou stavebnici. Výsledná stavba má hmotnost cca 150 kg a výrobce uvádí, že má trvanlivost tři roky.

## Významné uprchlické tábory

### Evropa
- Kyperské internační tábory (1946–1949) k ubytování židovských uprchlíků a přeživších holocaustu.
- Ħal Far na Maltě pro africké přistěhovalce.
- Přijímací středisko pro přistěhovalce na ostrově Lampedusa pro uprchlíky, žadatele o azyl a další přistěhovalce na italském ostrově Lampedusa.
- Moria, Oreokastro, Katsikas, Idomeni a další tábory na řeckých ostrovech Lesbos, Samos a Chios se rychle zaplnily (až 3–4krát více, než je jejich oficiální kapacita) migranty prchajícími před násilím na Blízkém východě a v Africe. Od roku 2015 se uprchlíci prchající před konflikty, jako syrská občanská válka, pokoušejí dostat do Evropy, ale často jsou zastavováni v Řecku, kde stráví v táborech v průměru 8 měsíců až rok.[1] Některé tábory jsou ničeny nebo evakuovány, například bylo evakuováno 4 000 obyvatel z tábora na ostrově Lesbos (kapacita 1 500) po požáru stanu, který zničil více než polovinu tábora.[2]

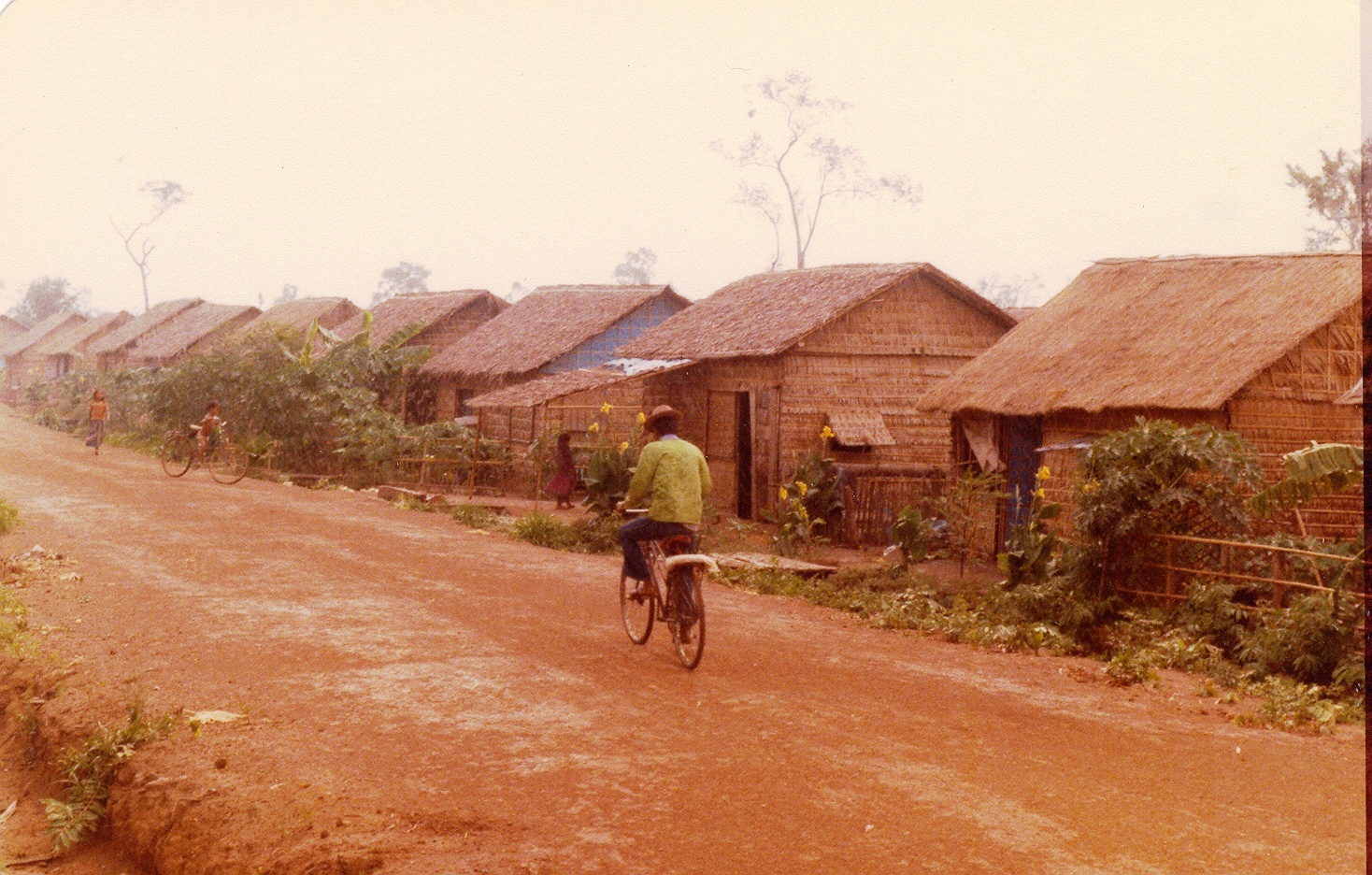
Uprchlický tábor Nong Samet na thajsko-kambodžské hranici, květen 1984

- Uprchlický tábor Nong Samet na thajsko-kambodžské hranici, květen 1984V táboře Bagnoli v italské Neapoli bylo v letech 1946 až 1951 ubytováno až 10 000 uprchlíků z východní Evropy.
- Čardak byl tábor v Srbsku pro Srby, kteří uprchli z Chorvatska a Bosny.
- Uprchlický tábor Friedland v Německu hostil uprchlíky, kteří uprchli z bývalých východních území Německa na konci druhé světové války v letech 1944 až 1950. V letech 1950 až 1987 to bylo tranzitní centrum pro občany Východního Německa (NDR), kteří chtěli uprchnout do Západního Německa (SRN).
- Tábor Mezinárodní organizace pro uprchlíky v Lesumu poblíž Brém v Německu.
- Kjesäter ve Švédsku byl uprchlický tábor a tranzitní centrum pro norské uprchlíky prchající před nacistickou perzekucí během druhé světové války.
- Kløvermarken v Dánsku byl uprchlický tábor, který v letech 1945 až 1949 hostil 19 000 německých uprchlíků.
- Tábory La Linière a Basroch v Grande-Synthe, na předměstí Dunkerku v severní Francii[3][4][5] (zničeny požárem 11. dubna 2017).[6]
- Tábor Sangatte[7] a stanové město v Calais v severní Francii.[8]
- Uprchlický tábor Oksbøl byl po druhé světové válce největším táborem pro německé uprchlíky v Dánsku.
- V Evropě existují dvě nouzová tranzitní centra pro uprchlíky. Jeden v Temešváru v Rumunsku a jeden v Humenném na Slovensku. Mohou poskytnout dočasné bezpečné útočiště pro uprchlíky, kteří museli být před přesídlením okamžitě evakuováni ze život ohrožujících situací.[9]
- Tábor Traiskirchen ve východním Rakousku hostí uprchlíky, kteří přicházejí do Evropy v rámci evropské migrační krize.
- Uprchlický tábor Vrela Ribnička v Černé Hoře byl postaven v roce 1994 a jsou zde uprchlíci bosenského původu, kteří byli vysídleni během válek v Jugoslávii.